# 濱尾四郎

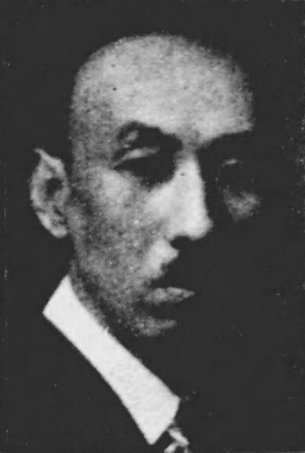
濱尾四郎

濱尾 四郎（はまお しろう、1896年（明治29年）4月24日 - 1935年（昭和10年）10月29日）は、日本の検事、弁護士、探偵小説家。子爵。貴族院議員。戦後の版では「浜尾四郎」表記が一般的である。作家活動は実働足かけ6年に過ぎず、作品量は長短20篇に及ぶだけであるが、戦前派作家として逸することのできない足跡を残している。

## 来歴
東京市麹町区に男爵で医学博士の加藤照麿の四男として生まれる。東京高等師範学校附属小学校（現・筑波大学附属小学校）・東京高等師範学校附属中学校（現・筑波大学附属中学校・高等学校）を経て、第一高等学校に進学。1917年（大正6年）に一高を卒業し、翌年東京帝国大学に入学する。在学中に、枢密院議長にして元東大総長・文部大臣の濱尾新子爵の婿養子となり、渡瀬庄三郎の長女（濱尾新の孫娘）・操と結婚した。1923年（大正12年）、東京帝国大学法学部を卒業する。演劇と犯罪心理を分析した研究書を多数著す。
1924年（大正13年）、東京区裁判所検事代理を命じられる。この時期、探偵雑誌「新青年」（博文館）の依頼で『落語と犯罪』、『犯罪落語考』などのエッセイを発表する。1925年（大正14年）、子爵を襲爵する。検事に任じられ、東京地方裁判所兼東京区裁判所検事局に勤務する。1928年（昭和3年）、検事を辞職し弁護士を開業する。
1929年（昭和4年）、『彼が殺したか』を「新青年」に発表して探偵小説デビューする。これは横溝正史の誘いによるものだった（後述）。『殺された天一坊』を「改造」（改造社）に発表、『悪魔の弟子』と『黄昏の告白』を「新青年」に発表する。以降、毎年作品を発表した。
1933年（昭和8年）、書き下ろし長篇『鉄鎖殺人事件』（新潮社）を刊行する。同年6月24日、補欠選挙で貴族院子爵議員に当選し（研究会所属）、以後は創作活動が停滞した。1934年（昭和9年）、『平家殺人事件』の連載を「オールクイン」で開始した。しかし元来虚弱体質であり、翌年脳溢血により39歳で急死した。長編『平家殺人事件』は未完となった。墓所は染井霊園。
没後の1936年（昭和11年）、『浜尾四郎随筆集』（春秋社）が刊行された。

## 親族
祖父は東大総長、貴族院議員などを歴任した教育家の男爵加藤弘之。コメディアンの古川緑波は実弟である。子に海軍士官の濱尾誠、東宮侍従を務めた濱尾実、カトリック教会枢機卿の濱尾文郎がいる。

## 人物
趣味が広い上に多方面の才能に恵まれ、落語・演劇の通であり、洋楽の造詣が深く、清元は名取りで、日本麻雀連盟の総裁でもあった。
当時、本格派探偵小説を後押ししていた江戸川乱歩とは親しかったが、ユニークな点として両者は衆道に関する歴史的研究をも手がけており、その面の著述・考察でも親交が深かった。
乱歩と同じく、若いころから髪の毛が薄く、30代ですでにつるつるの禿頭だった。横溝正史の博文館退社の激励会では、「オデコがピカピカ」という森下雨村と並んで乱歩、浜尾の3人で「三光そろった光彩陸離」などと言われた。

## 「本格派探偵小説家」として
日本の探偵小説界でも珍しい、上流階級の司法専門家であり、その法律知識を活かした質の高い本格探偵小説作品をものしたことで知られる。
浜尾は短編ではその多くでテーマとして「人が人を裁くことの限界」を真摯に考察しており、優れた作品を残した。特に、天一坊事件を裁くことになった大岡越前守の立場から、裁く者の限界を厳しく突いた短編『殺された天一坊』（1929年）は、戦前日本の探偵小説の中でも屈指の秀作に挙げられている。
浜尾は「本格探偵小説の独自性」として、
1. 犯罪の発見
2. 被疑者の拘引（この被疑者は必ずしも1人とは限らない）
3. 名探偵の登場
4. 非常に論理的な推理に基づく捜査開始
5. 最後にその結果として真犯人暴露（逮捕とは記さず。必ずしも真犯人は捕まらず、自殺する場合があるから）

と定義づけ、「多少のヴァリエションはあっても、真の探偵小説はこの公式を出ない、否出られない」とした。
浜尾の持論はS.S.ヴァン・ダインの『ベンスン殺人事件』に出会うことで確固たるものとなった。浜尾は「寔にドイル、ヴァン･ダインの二人は群れをなす探偵小説作家をはるかに抜くアルペンである」とし、ヴァン･ダインの「無類な理智的小説」を称揚、「私の如きは一生の中、ヴァン･ダインの諸作の一つに比すべきものを一つ書いてもそれでもういいと思っている」と述べるほどの心酔ぶりだった。
ヴァン・ダインに触発された浜尾の長編本格探偵小説執筆の念願は、1931年に発表した『殺人鬼』でついにかなった。「元・東京地方裁判所の鬼検事」の私立探偵・藤枝真太郎がもう一人の名探偵・林田英三と鎬を削って推理闘争を繰り広げるこの作品は評判となり、以後、大衆の求めに応じて活劇調の通俗探偵小説が氾濫する傾向にあった昭和初期の時代に、論理的な本格探偵小説を追求した先駆者として、後世から評価される存在となった。

### 浜尾四郎と横溝正史
検事だった浜尾を文筆家として『新青年』に引っ張り出したのは、当時編集部にいた横溝正史だった。きっかけは、小酒井不木が手紙で横溝に「浜尾がひじょうな秀才で、かつて帝大の総長だった浜尾新の養嗣子で、子爵にして検事で、しかも探偵小説について深い造詣と関心をもっている」として、「何か氏に書いていただいたらどうか」と教示してきたことからだった。
横溝は浜尾の作品は未読だったが、当時は「探偵小説」といえば一般から侮蔑の目で見られていた時代で、そういう時代だからこそ、浜尾のような肩書きを持った現職の検事を探偵小説壇に引っ張り込むということが、探偵小説に対する一般の認識を高めるために有効なのではないかと考え、1927年（昭和2年）から1929年（昭和3年）ごろのある冬の夜に、さっそく原稿依頼に牛込の高級住宅街にあった浜尾の邸宅を訪ねた。横溝は浜尾について、子爵や検事という肩書から、いかめしい尊大な人物を想像してひそかに懼れていたが、そこに出てきたのは「鶴のごとき痩身をいたって無造作な和服の着流しにつつんだ、尊大とはおよそ正反対のいたって愛想の良い紳士」で、「とかくひとみしりをしがち」という横溝もすぐくつろいだ気持になり、小一時間も話し込み、「これほど座談のお上手なひとも珍しいのではないか」と思ったという。
横溝はその時、浜尾から一事不再理についてのトリックをいくつか教示してもらった。横溝は感心したが、深い法律的造詣が必要と思い、浜尾にこのトリックを使って作品を書くよう勧めた。横溝は「のちにクリスチーの『スタイルズの怪事件』に、そのトリックがうまく使われているのを読んで、いまさらのように浜尾さんの探偵小説的センスに敬服したものであった」と語っている。このときの依頼で浜尾が書いたのは『落語における探偵趣味』というふうな随筆だった。
横溝が浜尾と直接会ったのはそれきりで、他の雑誌に移ったため、それ以上親しくするチャンスを失った。「のちに、たとえ時期をへだててもおなじ本格探偵小説に肝胆を砕くようになったふたりなのだから、もっと深く謦咳に接しておくべきだったと、いまにして思えば残念でならない」と浜尾を偲んでいる。
この初対面の際、浜尾は横溝に小冊子大の和綴じの春本を見せた。それは多数の男たちの一人の女に対する集団強姦を描いた「世にもえげつない場面の連続」で、筆致からすぐ責めの研究家として有名な某画伯を連想したが、「エロを通りこしてグロもよいところ」で、当時20代の横溝も「春情をそそられるどころか、腹の底が固くなるようなグロ・シーンの連続だった」という。実は検事である浜尾が事件で押収した物件で、『新青年』から若い記者が来るからと、反応を試そうとわざわざ持ち帰っていたものだった。横溝が「腹の底をかたくしながら、負けおしみもてつだって最後まで見おわると」、「いたずらっけの強い検事先生」はその小冊子を取り上げて「ひどいですね」と言いながら、「まるでやさしいメフィストフェレスみたいな顔をして、にこにこと笑ったものである」という。

## 作品
探偵小説
- 『日本探偵小説全集 第16篇（浜尾四郎・久山秀子集）』改造社 1929年
- 『殺人小説集』赤炉閣 1930年　のち春陽文庫
- 『博士邸の怪事件』新潮社長篇文庫 1931年　のち春陽文庫
- 『鉄鎖殺人事件』新作探偵小説全集 新潮社 1933年　のち春陽文庫
- 『殺人鬼』春陽堂（日本小説文庫） 1932年　のち春陽文庫
- 『浜尾四郎随筆集』江戸川乱歩、大下宇陀児編 春秋社 1936年
- 『浜尾四郎全集』全2巻　桃源社　1971年　のち沖積舎
第1巻 （殺人小説集）
第2巻　殺人鬼
- 『現代推理小説大系 2（甲賀三郎、大下宇陀児、夢野久作、浜尾四郎）』講談社 1973年
- 『日本探偵小説全集5　浜尾四郎集』創元推理文庫、1985年
- 『殺人鬼』早川書房 世界探偵小説全集　1995年
- 『浜尾四郎集』リブリオ出版 くらしっくミステリーワールド 1997年
- 『浜尾四郎探偵小説選』（『論創ミステリ叢書』6）、論創社、2004年
- 『平家殺人事件』（未完）

研究論文
- 「犯罪人としてのマクベス及マクベス夫人」
- 「歌舞伎劇に現れたる悪人の研究」
- 「犯罪心理学より観たるゲルハルト・ハウプトマンの人々」

## 映像化作品
映画化やテレビドラマ化された作品はきわめて少ないが、1980年代に『土曜ワイド劇場』で代表作の『殺人鬼』と『鉄鎖殺人事件』がドラマ化されている。2本とも片岡孝夫（十五代目片岡仁左衛門）が探偵の藤枝真太郎役を演じており、主要キャストに重厚な性格俳優を起用して原作を忠実に映像化しながら、原作の弱点を修正した巧みな脚色で推理小説愛好家から非常に高い評価を得ている。
- 『昭和7年の姦通殺人鬼・血に染まった函館』（テレビ朝日 1980年12月20日放送）
原作：『殺人鬼』　演出：國原俊明　脚本：山浦弘靖　音楽：小川よしあき
出演：片岡孝夫、岡本信人、酒井和歌子、仲谷昇、中島ゆたか、根上淳、八木昌子、文野朋子
- 『昭和7年の血縁殺人鬼・呪われた流氷』（テレビ朝日 1981年10月24日放送）
原作：『鉄鎖殺人事件』　演出：國原俊明　脚本：山浦弘靖　音楽：小川よしあき
出演：片岡孝夫、岡本信人、松尾嘉代、内藤武敏、片平なぎさ、河原崎長一郎、西崎みどり、佐藤佑介、佐藤恵利